# FK Buchoro
FK Buchoro (uzbekiska: Buxoro futbol klubi, Buchoro futbol klubi) är en fotbollsklubb från staden Buchoro i Uzbekistan. Laget spelar i den högsta divisionen i landet, Olij Liga, och de har Pachtakor Markazij-stadion som sin hemmaplan. 

## Placering tidigare säsonger
| Säsong | Nivå | Liga      | Placering | Referens |
| ------ | ---- | --------- | --------- | -------- |
| 2018   | 1    | Olij Liga | 6         | [ 1 ]    |
| 2019   | 1    | Olij Liga | 12        | [ 2 ]    |
| 2020   | 1    | Olij Liga | 14        | [ 3 ]    |
| 2021   | 2    | Pro Liga  |           | [ 4 ]    |
| 2022   | 2    | Pro Liga  | 2         | [ 5 ]    |
| 2023   | 1    | Olij Liga | 14        | [ 6 ]    |